# LSV Richthofen Neukuhren
Der LSV  Richthofen Neukuhren (Luftwaffen-Sportverein Richthofen Neukuhren), benannt nach Manfred von Richthofen,  war ein deutscher Militärsportverein aus der gleichnamigen ostpreußischen Stadt, dem heutigen Pionerski im russischen Oblast Kaliningrad. Die Fußballabteilung des Vereins spielte zwei Spielzeiten in der seinerzeit erstklassigen Gauliga Ostpreußen.

## Geschichte
Der Verein, dem Militärangehörige der in Neukuhren stationierten Luftwaffe angehörten, wurde am 1. Dezember 1937 als Luftwaffen-Sportabt. Richthofen Neukuhren gegründet. In der Spielzeit 1938/39 gelang dem Verein durch den ersten Platz in der drittklassigen 1. Kreisklasse Königsberg Staffel Samland und dem anschließenden Sieg in der Aufstiegsrunde der Aufstieg in die zweitklassige Bezirksklasse Königsberg. 1939 benannte sich der Verein dann in LSV Richthofen Neukuhren um. Auch die Bezirksklasse Königsberg 1939/40 wurde erfolgreich gestaltet, so dass der Verein in die erstklassige Gauliga Ostpreußen 1940/41 aufstieg. In dieser erreichte Neukuhren den dritten Tabellenplatz, zog sich dann aber im August 1941 vor Beginn der Spielzeit 1941/42 aus der Gauliga zurück. 1942/43 gehörte Richthofen Neukuhren wiederum der Gauliga Ostpreußen an, in dieser Spielzeit erreichte der Verein den fünften Tabellenplatz. Kurz vor Beginn der Gauliga Ostpreußen 1943/44 zog sich der Verein im Juli 1943 wiederum aus der Gauliga zurück, ein weiterer Spielbetrieb ist nicht überliefert. Spätestens 1944 erlosch der Verein.

## Erfolge
- Spielzeiten in der Gauliga Ostpreußen: 1940/41, 1942/43